# Santa Caterina Villarmosa
Santa Caterina Villarmosa là một đô thị ở tỉnh Caltanissetta ở vùng Sicilia, có vị trí cách khoảng 80 km về phía đông nam của Palermo và khoảng 13 km về phía bắc của Caltanissetta. Tại thời điểm ngày 31 tháng 12 năm 2004, đô thị này có dân số 5.895 người và diện tích là 75,1 km².
Đô thị Santa Caterina Villarmosa có các frazione (đơn vị trực thuộc) Turolifi.
Santa Caterina Villarmosa giáp các đô thị: Alimena, Caltanissetta, Enna, Petralia Sottana, Resuttano, Villarosa.